# Nintendo Points
Los Nintendo Points son un medio de pago digital creado y usado por Nintendo. Es la moneda que se utiliza para la compra de productos en el Canal Tienda Wii, la Tienda Nintendo DSi y la Nintendo eShop. Los Puntos no se pueden transferir de una consola a otra ni se pueden repartir entre varias consolas.

## Métodos de consecución
Existen diferentes formas de adquirir Nintendo Points:
- Directamente desde la tienda mediante una tarjeta de crédito MasterCard o Visa, aunque no está disponible esta opción en todos los países.
- Comprando en una tienda especializada de videojuegos una Nintendo Points Card que luego validarán en línea. (Es similar a los Microsoft Points de Microsoft o a cualquier tarjeta de prepago)
- Desde la página oficial de Nintendo, en el Club Nintendo

El 8 de diciembre de 2006, Nintendo Europa confirmó que los Puntos Estrella que se consiguen cuando se compran juegos de Nintendo en Europa, pueden ser usados para comprar Nintendo Points. La revista N-Zone confirmó que la conversión sería de 4 Puntos Estrella por 1 Nintendo Point. Fue anunciado el 9 de enero de 2007 en una conferencia de Nintendo Europa que los Wii Points no estarán disponibles a la venta en tiendas en “cantidades menores” a las actualmente disponibles.
En el 26 de marzo de 2018, la habilidad para comprar Nintendo Points fue discontinuado.

## Precios
| Región         | 100 Points | 500 Points | 1000 Points | 2000 Points | 3000 Points | 5000 Points |
| -------------- | ---------- | ---------- | ----------- | ----------- | ----------- | ----------- |
| Estados Unidos | $1,00      | $5,00      | $10,00      | $20,00      | $30,00      | $50,00      |
| Canadá         | $1,20      | $6,00      | $12,00      | $24,00      | $32,00      | $60,00      |
| Europa         | €1,00      | €5,00      | €10,00      | €20,00      | €30,00      | €50,00      |
| Reino Unido    | £0,75      | £3,75      | £7,50       | £15,00      | £22,50      | £37,50      |
| Japón          | ¥100       | ¥500       | ¥1000       | ¥2000       | ¥3000       | ¥5000       |
| México         | $10,58     | $52,90     | $105,80     | $211,.60    | $317,40     | $529,00     |

## Usos

### Canal Tienda Wii
Los Wii Points son usados para la compra de una variedad de artículos en el Canal Tienda Wii, que puede ser de tres tipos:
- Consola Virtual: Para comprar juegos de consolas anteriores (NES, SNES, Nintendo 64, TurboGrafx-16, NEOGEO, Commodore 64 y Virtual Console Arcade (Arcade).
- WiiWare: Para descargar nuevos juegos para la consola Wii.
- Canales Wii para descargar canales como el Canal Nintendo, el Canal Opiniones, Mii Contest Channel, el Canal Internet, entre otros.

### Tienda Nintendo DSi
Los Nintendo DSi Points son usados para comprar una variedad de artículos en la Tienda Nintendo DSi. En ésta, los productos se dividen en cuatro secciones:
- Gratis: equivaldría a "Canales de Wii" en la Wii. No son juegos, sino aplicaciones gratuitas.
- 200: son productos que cuestan 200 DSi Points
- 500: son productos que cuestan 500 DSi Points
- Premium: son las aplicaciones más caras, ya que en su mayoría todas cuestan 800 DSi Points (salvo alguna excepción como Shantae: Risky's Revenge, que cuesta 1200 DSi Points).

(Véase: DSiWare)